# Tramway de Perpignan
Le tramway de Perpignan a fonctionné dans la ville de Perpignan dans le département des Pyrénées-Orientales, entre 1900 et 1955. Ce réseau était composé à son apogée de deux lignes urbaines et de deux lignes suburbaines vers Canet-en-Roussillon et Rivesaltes. Ce réseau était exploité par la Compagnie centrale de tramways électriques et est victime du développement de l'automobile entre 1935 et 1955, date de fermeture de l'unique ligne urbaine restante et son remplacement par des autobus. L'autre ligne urbaine fut remplacée en 1952 par une ligne de trolleybus, elle même remplacée par des autobus en 1968.

## Histoire

### Création

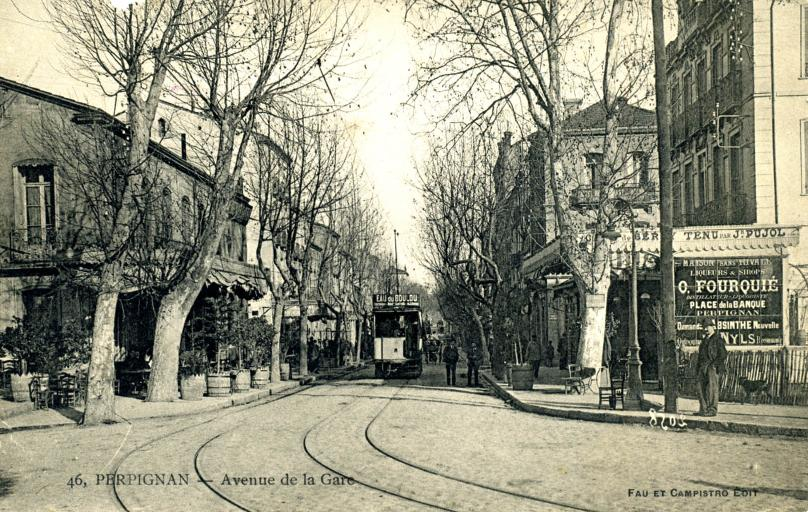
Un tram dans l'avenue de la Gare.

Le réseau est mis en service le 7 mai 1900 ou en septembre 1900 selon les sources, bien que son exploitant, la Compagnie centrale de tramways électriques ne reçut la concession, pour une durée de 60 ans le 23 juin 1902,,. La première ligne mise en service fut celle de 13 kilomètres de long reliant Perpignan à Canet-en-Roussillon, suivi le 1er février 1901 par la ligne urbaine Gare de Perpignan–Place de la Loge et le 2 avril suivant par une seconde ligne urbaine Saint-Martin (Octroi)–Notre Dame (Octroi)-Le Vernet. Ce réseau était à voie métrique et le dépôt était basé au Vernet.
Le décret déclarant d'utilité publique les travaux d'établissement, dans le département des Pyrénées-Orientales, d'un réseau de tramways à Perpignan et d'une ligne entre Perpignan et la plage de Canet, daté du 23 juin 1902, prévoit les tracés suivants :

« a) Ligne de Perpignan à la plage de Canet. — Cette ligne partira du poste d'octroi Notre-Dame, traversera la Basse, suivra le glacis et les fossés des fortifications pour emprunter ensuite jusqu'à la mer la voie publique désignée sous le nom de chemin de grande communication n°11, de Salses à Laroque (embranchement de Perpignan à la mer).
b) Réseau urbain. — 

Ligne n°1 de la gare du Midi à l'Hôtel de Ville, en passant par l'avenue de la Gare, la place de la Banque, rue de la République, place Bardou Job, rue du 4-Septembre, pont métallique, quai Carnot, place Arago, rue Alsace-Lorraine, place Laborie, rue de la Barre et la rue des Marchands jusqu'à la place de la Loge. — De la place de la Loge à la place Arago, la voie sera doublée par la rue Louis Blanc, place du Cartillet et quai Carnot jusqu'à la place Arago.

Ligne n°2 de l'octroi Saint-Martin à l'octroi Notre-Dame. Cette ligne partira du poste d'octroi Saint-Martin, traversera la porte Saint-Martin, suivre les rues Grand-Saint-Martin, Mailly et porte d'Assaut jusqu'à la Basse ; elle traversera cette rivière en passant par le pont métallique et passera ensuite par le quai Vauban et la porte Magenta pour arriver devant le poste d'octroi Notre-Dame.

Ligne n°3 de l'octroi Notre-Dame à la Patte-d'Oie, en passant par la rue de la Têt, pont de pierre, pont Rouge, route nationale n°9 jusqu'à la bifurcation du chemin des Eaux-Vives, avenue du Vernet jusqu'au carrefour du Vernet. »

La ligne urbaine du Vernet est prolongée le 7 août 1909 par une seconde ligne suburbaine entre Perpignan, Le Vernet et Rivesaltes, déclarée d'utilité publique par un décret du 26 décembre 1907,. Enfin, un décret du 14 mai 1908 déclare d'utilité publique des modifications mineures de la ligne Perpignan-Canet.
Le réseau atteint son apogée en 1909 avec les quatre lignes suivantes (à noter que les lignes 2 et 3 de la déclaration d'utilité publique de 1902 sont exploitées comme une seule ligne) :
- Perpignan - Plage de Canet-en-Roussillon (13 km) ;
- Gare – Place de la Loge ;
- Saint-Martin (Octroi) – Notre Dame (Octroi) - Le Vernet ;
- Perpignan - Le Vernet - Rivesaltes.

### L'entre-deux guerres
Le réseau transportait deux millions de voyageurs par an avec un pic à 4,3 millions en 1923 et la ligne de Canet avait un trafic très important le dimanche, la ligne permettant de se rendre à la plage. Les années 1930 voient le développement du trafic automobile et le déclin progressif du tramway, avec la fermeture le 1er août 1935 de la ligne Perpignan-Rivesaltes ; dans le même temps, la CCTE obtient le monopole de la ligne Perpignan-Canet,.

### Suppression

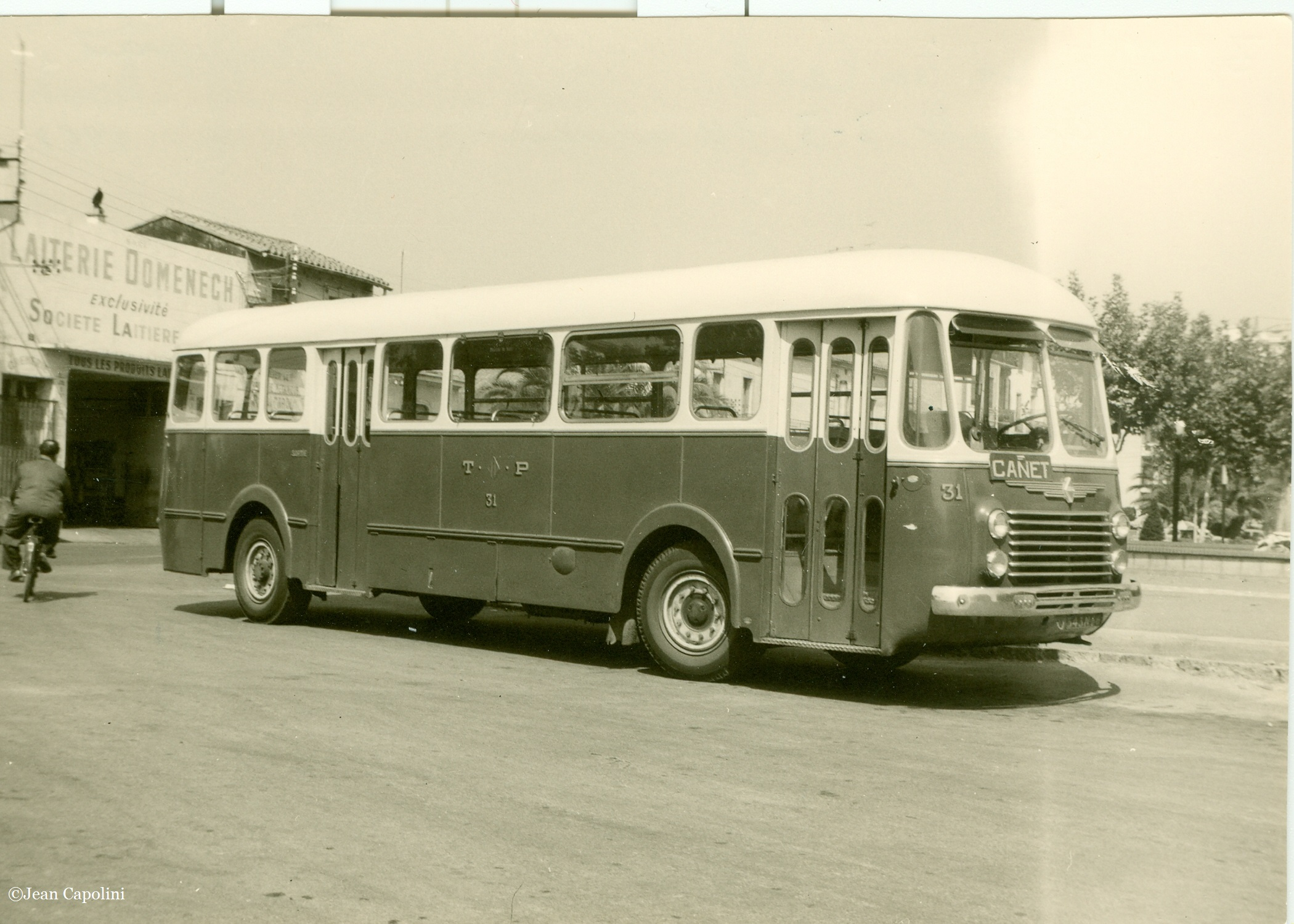
Autobus Renault R4210 remplaçant les tramways de la ligne Perpignan - Le Canet.

Le réseau voit sa fréquentation augmenter durant la seconde Guerre mondiale, les tramways n'étant pas soumis aux restrictions, et voit un pic de huit millions de voyageurs en 1945 mais dès la fin de la guerre la fréquentation chute à nouveau et la ligne Saint-Martin-Le Vernet est convertie en une ligne de trolleybus le 21 septembre 1952 (les trolleybus sont remplacés par des autobus en 1968). La ligne de Canet, bien que très fréquentée, ferme à son tour le 1er janvier 1954 bien que construite en accotement, le conseil général souhaitant récupérer l'emprise pour élargir la route afin de répondre à la hausse du trafic automobile ; les autocars remplacent dès lors les tramways. La ligne Gare–Place de la Loge, unique ligne survivante et empruntant des rues étroites, ferme en octobre 1955, remplacée par une ligne d'autobus,.

## Matériel roulant

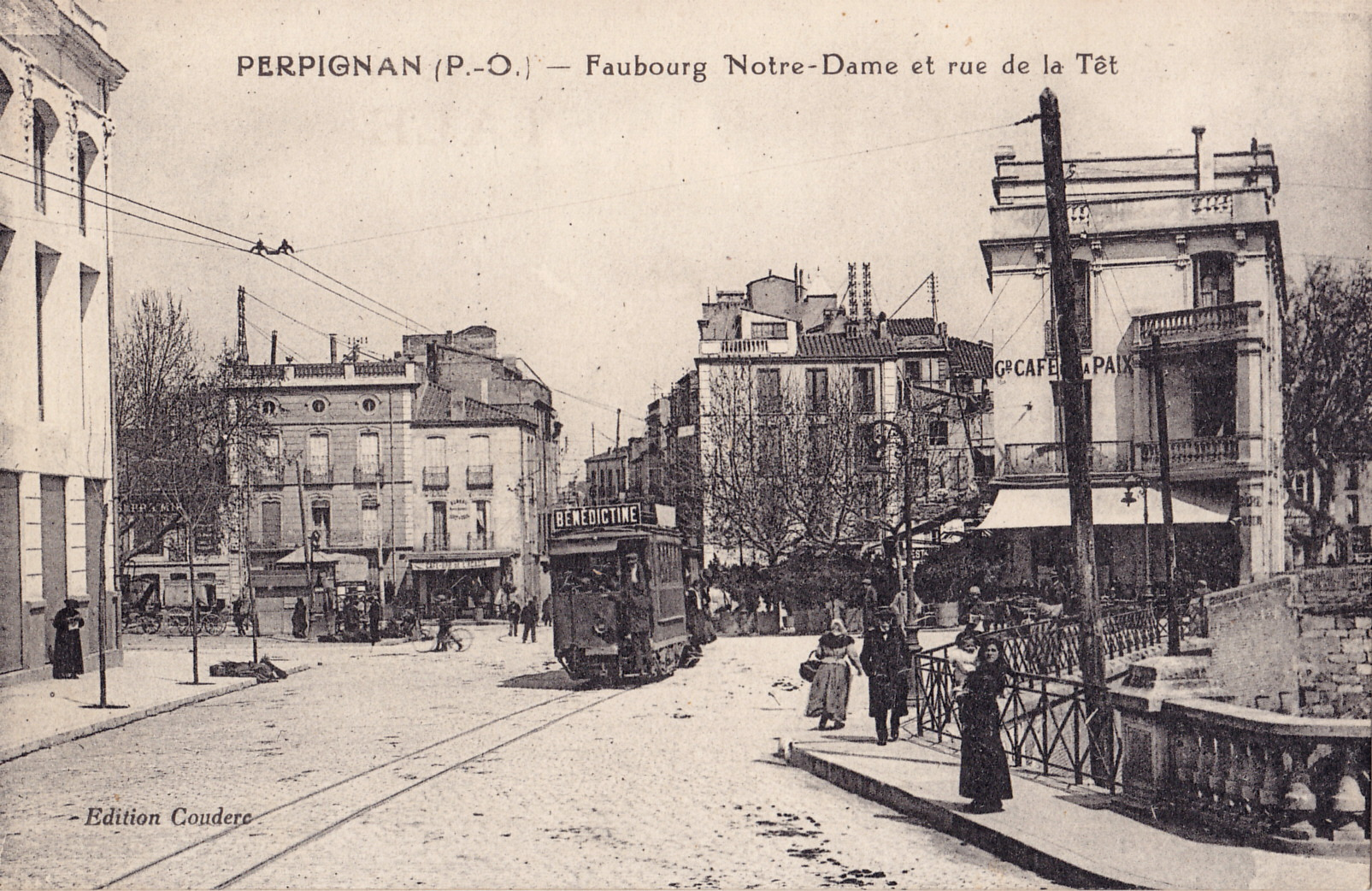
Un tramway, avant la Première Guerre mondiale.

- motrices à essieux, livrées en 1900, N° 1 à 10[11]
- motrices à essieux, livrées en 1900, N° 11 à 19[12]
- motrices à bogies, livrées en 1920, N° 30 à 34[13]
- remorques à essieux, N° 51 à 56, caisse longue ouvertes avec plates formes extrêmes et centrales[14]
- remorques à essieux, N° 61 à 67, caisse courte vitrée avec plates formes extrêmes [15]
- remorques à essieux, N° 71 à 7., caisse courte ouverte avec plates formes extrêmes
- remorques à essieux, N° 81 à 8., caisse courte vitrée avec plates formes extrêmes
- remorques à essieux, N° 91 à 94, caisse longue vitrée avec plates formes extrêmes fermées[16]

Sur la fin, le parc était peint en rouge (partie basse) et blanc (encadrement des vitres et toit).

## Dans la culture populaire
Ce tramway donne le nom du roman de Claude Simon, le Tramway.